# 特雷爾縣 (北達科他州)
特雷爾县（英語：Traill County）是位於美國北達科他州東部的一個縣，東隔北紅河與明尼蘇達州相望。面積2,234平方公里。根據美國2000年人口普查，共有人口8,474人。縣治希爾斯伯勒。
成立於1875年1月12日。縣名紀念哈德遜灣公司記帳員、穀物商沃爾特·S·特雷爾。